# Josef Wächter
Josef Wächter, 1918/19 auch Josef Freiherr von Wächter (* 29. Dezember 1866, laut Taufbuch der Gemeinde Hawran am 29. Dezember 1863 in Hawran, Böhmen als Josef Karl Wächter; † 31. Oktober 1949 in Wien) war ein österreichischer General und von 7. Oktober 1921 bis 31. Mai 1922 Minister für Heerwesen in den Regierungen Schober I und Schober II.

Oberst von Wächter nach der Verleihung des Ritterkreuzes des Maria-Theresien-Ordens am 17. August 1918 in der Villa Wartholz

## Leben
Wächter wurde als Sohn des Wirtschaftsbesitzers Karl Wächter und dessen Ehefrau Katharina geborene Sieber in Hawran geboren. Nach Absolvierung der Oberrealschule in Prag 1883 rückte er als Einjährig-Freiwilliger ein und wurde Leutnant der Reserve. Ab 1884 studierte er einige Semester am Prager Polytechnikum und an den Universitäten von Bonn und Halle. 1889 schlug er die Offizierslaufbahn ein, 1912 wurde er zum Major der Infanterie befördert.
Ab Mai 1915 Oberstleutnant, wurde Wächter der Kommandant des k.u.k. Böhmischen Infanterieregiments Nr. 88 aus Budweis. Im Ersten Weltkrieg war er im September 1916 an der II. Schlacht bei Brzeżany und Anfang Juli 1917 am Kampf bei Koniuchy führend beteiligt. Für die dort erzielten Erfolge wurde er zum Ritter des Theresienordens ernannt. Die formelle Aufnahme in den Theresienorden fand im August 1918 in der Villa Wartholz statt. Aufgrund der Ordensstatuten wurde Wächter außerdem in den erblichen Freiherrenstand erhoben. Im Verlauf des Krieges wurden ihm zahlreiche andere Auszeichnungen verliehen, etwa der Orden der Eisernen Krone II. Klasse, das Ritterkreuz des Leopold-Ordens mit Schwertern oder das Eiserne Kreuz II. Klasse.
Anfang 1919 wurde  Wächter pensioniert, aber anschließend bald in das neue Bundesheer übernommen.
Nach Ende seiner Offizierslaufbahn war Wächter parteiunabhängiger Minister für Heerwesen in zwei Kabinetten des Bundeskanzlers Johann Schober. Kurz nach Amtsantritt wurde er am 28. Dezember 1921 zum Generalmajor befördert. Am 9. November 1922 erfolgte die Ernennung zum General. Wächter unterstützte wie sein Sohn Otto Umsturzpläne der österreichischen Nationalsozialisten. Otto, der 1934 führend am Juliputsch beteiligt war, floh nach NS-Deutschland.
Josef Wächter war ab 1897 mit Martha Pfob (* 1874 in Wien; † 1926 in Scheifling) verheiratet und hatte drei Kinder (Hertha, verh. Chaterny, * 1888; Ilse, verh. von Böheim-Heldensinn, * 1900; Otto, 1901–1949, führender österreichischer Nationalsozialist und SS-Offizier).